# Krîvenke, Ciortkiv
Krîvenke (în ucraineană Кривеньке) este localitatea de reședință a comunei Krîvenke din raionul Ciortkiv, regiunea Ternopil, Ucraina.

## Demografie
Componența lingvistică a localității Krîvenke
     Ucraineană (99,62%)
     Alte limbi (0,38%)
Conform recensământului din 2001, majoritatea populației localității Krîvenke era vorbitoare de ucraineană (99,62%), existând în minoritate și vorbitori de alte limbi.